# Kiruhunse, Sakleshpur
Kiruhunse là một làng thuộc tehsil Sakleshpur, huyện Hassan, bang Karnataka, Ấn Độ.